# Acostemmella rubra
Acostemmella rubra är en insektsart som beskrevs av Evans 1954. Acostemmella rubra ingår i släktet Acostemmella och familjen dvärgstritar. Inga underarter finns listade i Catalogue of Life.